# Bolesławiec (gemeente in powiat Wieruszowski)
De gemeente Bolesławiec is een landgemeente in het Poolse woiwodschap Łódź, in powiat Wieruszowski.
De zetel van de gemeente is in Bolesławiec.
Op 30 juni 2004 telde de gemeente 4147 inwoners.

## Oppervlakte gegevens
In 2002 bedroeg de totale oppervlakte van gemeente Bolesławiec 64,58 km², waarvan:
- agrarisch gebied: 76%
- bossen: 19%

De gemeente beslaat 11,21% van de totale oppervlakte van de powiat.

## Demografie
Stand op 30 juni 2004:
| Omschrijving                   | Totaal | Totaal | Vrouwen | Vrouwen | Mannen | Mannen |
| ------------------------------ | ------ | ------ | ------- | ------- | ------ | ------ |
| eenheid                        | aantal | %      | aantal  | %       | aantal | %      |
| inwoners                       | 4147   | 100    | 2037    | 49,1    | 2110   | 50,9   |
| bevolkingsdichtheid (inw./km²) | 64,2   | 64,2   | 31,5    | 31,5    | 32,7   | 32,7   |

In 2002 bedroeg het gemiddelde inkomen per inwoner 1439,23 zł.

## Plaatsen
Bolesławiec, Bolesławiec-Chróścin, Chobot, Chotynin, Chróścin, Chróścin-Młyn, Chróścin-Zamek, Gola, Kamionka, Koziulek, Krupka, Mieleszyn, Piaski, Podbolesławiec, Podjaworek, Stanisławówka, Wiewiórka, Żdżary.

## Aangrenzende gemeenten
Byczyna, Czastary, Łęka Opatowska, Łubnice, Wieruszów
- Library of Congress Control Number: n88201702
- Nationale Bibliotheek van Israël: 987007567314205171
- Virtual International Authority File: 131458470